# Primarias presidenciales de la Concertación de 2009
Las primarias presidenciales de la Concertación de Partidos por la Democracia del año 2009 fue el método de elección del candidato presidencial de esa coalición chilena, para la elección presidencial de 2009. En ella se enfrentaron Eduardo Frei Ruiz-Tagle, expresidente de Chile (1994-2000), militante del Partido Demócrata Cristiano (PDC) y candidato por su partido, el Partido Socialista de Chile (PS) y el Partido por la Democracia (PPD), y José Antonio Gómez, militante y candidato del Partido Radical de Chile (PR). 
Tras haber fijado distintas fechas regionales, bajo la condición de que se proclamaría ganador de manera inmediata al candidato que superase a su contendor por veinte puntos porcentuales o más, se realizó sólo la primera fecha, el 5 de abril de 2009, en la Región de O'Higgins y en la Región del Maule. En ella resultó elegido, por un 64,9 % de los votos, Eduardo Frei Ruiz-Tagle, quien fue proclamado candidato de la Concertación esa misma noche, convirtiéndose de este modo en el único militante del conglomerado que ha ganado dos elecciones primarias, y por consiguiente, el único que ha sido candidato presidencial en dos elecciones, tras haber derrotado en la primaria de 1993 a Ricardo Lagos con un porcentaje similar.
Frei obtendría un 29,6 % en la elección presidencial, pasando al balotaje del 17 de enero de 2010 junto con Sebastián Piñera, candidato de la Coalición por el Cambio. Sin embargo, Piñera fue elegido en segunda vuelta con un 51,61 % de las preferencias, frente al 48,39 % obtenido por el candidato de la Concertación.

## Antecedentes
La Concertación en todas sus elecciones presidenciales designó un candidato oficial único, el cual fue elegido mediante elecciones primarias (salvo en la elección de 1989 donde Patricio Aylwin fue elegido por consenso), que por lo general se realizaron entre un representante del Partido Demócrata Cristiano (PDC), y uno del «ala progresista» del conglomerado (PS-PPD-PR). Así, en las elecciones anteriores, los candidatos a primarias fueron:
- Primarias de 1993:
  - Eduardo Frei Ruiz-Tagle: representante del PDC con el 63,32 % de los votos.
  - Ricardo Lagos: del bloque PS-PPD con el 36,68 % de los votos.
- Primarias de 1999:
  - Andrés Zaldívar: personero del PDC que obtuvo el 28,81 % de los sufragios.
  - Ricardo Lagos: del bloque PS-PPD-PRSD con el 71,19 % de los votos.
- Primarias de 2005:
  - Soledad Alvear: PDC, retirada.
  - Michelle Bachelet: del bloque PS-PPD-PRSD, proclamada automáticamente tras el retiro de Alvear.

Ya desde los inicios del gobierno de Michelle Bachelet se perfilaron los primeros candidatos del oficialismo para las elecciones de 2009, destacando la senadora y precandidata presidencial en 2005, Soledad Alvear, el secretario general de la OEA José Miguel Insulza y el expresidente Ricardo Lagos. Pese a partir con ventaja, con el paso del tiempo Alvear perdió terreno en las encuestas, quedando Lagos como el mejor posicionado para enfrentar a Sebastián Piñera, candidato de la Alianza por Chile, que más tarde se denominaría Coalición por el Cambio. Sin embargo, algunos dirigentes plantearon la idea de que si los últimos dos presidentes habían sido del denominado «ala progresista» de la Concertación (PS-PPD), el candidato de la coalición en la elección de 2009 debía ser un demócrata cristiano.
Tras las elecciones municipales, donde la Alianza ganó a la Concertación por primera vez en una elección desde el retorno de la democracia, Soledad Alvear renunció a su cargo de presidenta de la Democracia Cristiana y a su precandidatura presidencial. Dicha situación catapultó la precandidatura del senador y expresidente Eduardo Frei Ruiz-Tagle en representación del PDC. Ricardo Lagos durante el mes de octubre anunció que no correría por la presidencia, quedando José Miguel Insulza como la principal carta del «ala progresista», pero su falta de decisión respecto a si aceptaría la nominación y renunciaría a su cargo en Washington D. C., le implicó perder el apoyo del PPD e incluso de parte de su partido, el PS. Las encuestas mostraron una clara ventaja de Frei por sobre Insulza y éste finalmente renunciaría a la posibilidad de participar en una elección presidencial.
El Partido Radical de Chile (PR), en tanto, anunció que por primera vez participaría con un precandidato en el proceso de primarias de la Concertación, levantando la postulación de su presidente y senador por la Región de Antofagasta, José Antonio Gómez. Aunque en 2008 había dejado entrever una posible precandidatura, sólo con la bajada de Insulza se convirtió en una alternativa real contra Frei, que contaba con el apoyo de los tres grandes partidos de la Concertación.

## Candidatos
Los candidatos inscritos al 26 de enero de 2009, para las primarias de la Concertación fueron:
| Nombre | Nombre                          | Apoyo político | Candidatura |
| ------ | ------------------------------- | -------------- | --- |
|        | Eduardo Frei Ruiz-Tagle (PDC)   | PDC PS PPD     | Expresidente de la República, electo con la mayor votación desde 1931. Al dejar la presidencia se incorporó al Senado en calidad de senador vitalicio, asiento que conservó al vencer en las elecciones parlamentarias de 2005. Ejerció como Presidente del Senado. Para la elección presidenciales de 2005, fue considerado como posible candidato, sin que su opción prosperara. En 2007, enfrentado al presente proceso de elección de presidente, negó toda aspiración, incluso criticando el temprano inicio de la carrera presidencial. Sin embargo, en noviembre de 2008, se enfrentó a la senadora Soledad Alvear en la elección interna para la determinación del precandidato democristiano, resultando vencedor y siendo proclamado candidato oficial de su partido. Dos meses después, fue también proclamado por los partidos Socialista (posterior a la dimisión del precandidato Insulza) y Por la Democracia. |
|        | José Antonio Gómez Urrutia (PR) | PR             | Exministro de justicia, senador y presidente del Partido Radical de Chile. Planteó su candidatura presidencial como una alternativa progresista para el país, siendo unánimemente apoyado por su partido a costa de otras candidaturas más fuertes dentro de la Concertación. Luego de la renuncia del precandidato socialista Insulza (quien exhorto a Gómez a dimitir en favor de Frei), mantuvo diversos encuentros con los partidos Socialista y Por la Democracia en busca de apoyo, sin éxito. Fue uno de los principales partidarios de realizar una primaria abierta al interior de la Concertación.[cita requerida] El 26 de enero de 2009, fue inscrita su candidatura para las primarias, únicamente con el apoyo de su partido. |

Algunos otros políticos considerados en su momento como posibles precandidatos presidenciales de la Concertación fueron:
- Partido Demócrata Cristiano: Soledad Alvear, Pablo Lorenzini y Marcelo Trivelli.
- Partido por la Democracia: Sergio Bitar, Nicolás Eyzaguirre, Guido Girardi, Ricardo Lagos Escobar, Ricardo Lagos Weber.
- Partido Socialista: José Miguel Insulza.

## Formato

Símbolo de la Concertación.

A diferencia de los procesos anteriores, los partidos de la Concertación acordaron la realización de elecciones primarias «escalonadas», es decir, divididas en distintas fechas para cada grupo de regiones, de una manera similar al sistema que utilizan los partidos de los Estados Unidos. Ello tendría como ventajas principales que los candidatos pudieran recorrer las regiones de manera más minuciosa, y el ahorro de realizar una campaña a nivel nacional.
Se estableció que, en el caso de que en una de las fechas cualquiera de los candidatos superara al otro por 20% o más, las siguientes fechas no se realizarían y en ese instante sería proclamado candidato de la Concertación quien hubiese cumplido con tal requisito. Las fechas inicialmente programadas fueron:
- 5 de abril: O'Higgins y Maule.
- 19 de abril: Arica y Parinacota, Tarapacá, Antofagasta, Atacama y Coquimbo.
- 26 de abril: Araucanía, Los Ríos, Los Lagos, Aisén y Magallanes.
- 3 de mayo: Valparaíso.
- 10 de mayo: Biobío.
- 17 de mayo: Santiago.

El «padrón» o censo electoral utilizado para las primarias fue el del Servicio Electoral, desde el cual se exceptuaron todas las personas militantes en partidos políticos ajenos a la Concertación. Quienes no estuviesen inscritos en algún partido también estaban facultados para votar. El padrón constituido para la primera fecha programada incluyó un total de 924.465 personas, repartidos entre la Región de O'Higgins (421.662) y la del Maule (502.803).

## Campaña
Tras la inscripción de las precandidaturas el 26 de enero de 2009, el primer paso en las primarias era la elección del 5 de abril en las regiones de O'Higgins y del Maule. En ellas Frei debía asegurar una diferencia superior al 20 % con su adversario, o de lo contrario se exponía a enfrentar en el Norte Grande a Gómez, quien podría tener mayor adhesión en esa zona debido a que era senador por la Región de Antofagasta (electo en las elecciones parlamentarias de 2005, en las que derrotó a la hermana de Frei, Carmen). 
Pese a ello, el panorama general daba amplia ventaja a Frei, ya que en ambas regiones, del total de comunas (63, 33 en O'Higgins y 30 en Maule), 20 eran dirigidas por alcaldes del bloque PDC-PPD-PS, mientras que sólo 2 alcaldes eran del PR. En el ámbito legislativo, había 3 senadores de la Concertación, todos militantes socialistas (Juan Pablo Letelier, Jaime Gazmuri y Jaime Naranjo), y de los 7 diputados de la Concertación, tres eran demócrata cristianos (Juan Carlos Latorre, Roberto León y Pablo Lorenzini), dos del PPD (Jorge Tarud y Guillermo Ceroni) y uno del PS (Sergio Aguiló), frente al único perteneciente a los radicales (Alejandro Sule).
La campaña comenzó a distintos tiempos, ya que Gómez comenzó a recorrer las comunas de O'Higgins y el Maule en febrero de 2009, fecha en que Frei realizaba una gira por España, donde se entrevistó con el Rey Juan Carlos I, el ministro de Economía y Hacienda, Pedro Solbes, y el presidente del Partido Popular, Mariano Rajoy. Frei inició formalmente su campaña el 1 de marzo en Talca, acompañado por los presidentes de los partidos que lo respaldaban, Juan Carlos Latorre (PDC), Pepe Auth (PPD) y Camilo Escalona (PS).

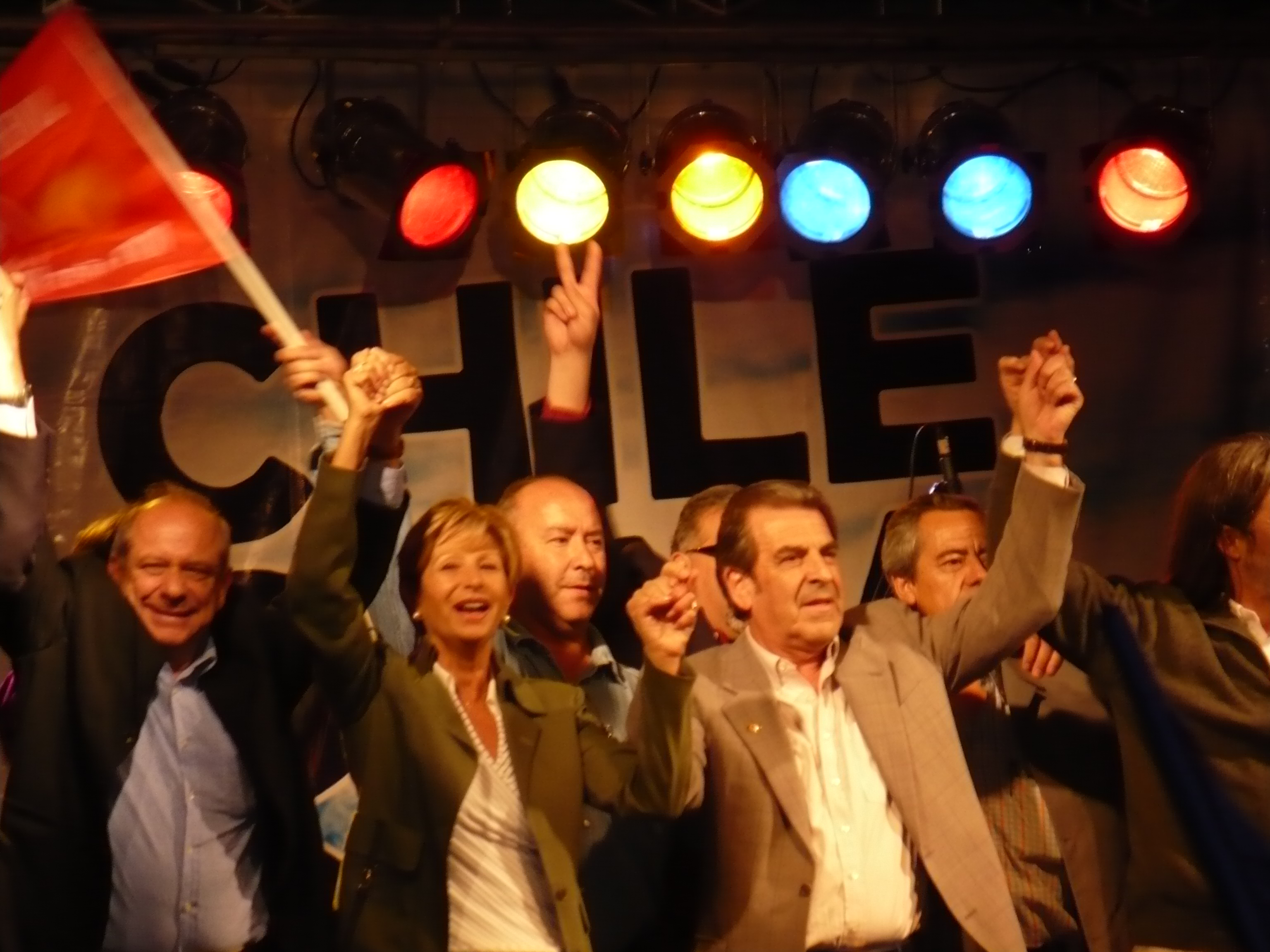
Acto de cierre de campaña de Frei, realizado en Rancagua el 3 de abril.

El 30 de marzo ambos candidatos participaron en un debate realizado en el Centro de Extensión de la Universidad Católica del Maule, en Talca. La transmisión del evento, que estuvo a cargo de Televisión Nacional de Chile, se restringió a las regiones correspondientes a la primera primaria (O'Higgins y Maule). Fue conducido por Montserrat Álvarez, y las preguntas a los candidatos estuvieron a cargo de los periodistas Rodrigo Siderakis (por TVN Red O'Higgins) y Esteban Sáez (por TVN Red Maule). Algunos de los temas abordados fueron la crisis económica, la colusión de las farmacias, y la corrupción política, y pese a que en general no hubo mucho enfrentamiento entre los candidatos, sino que las críticas se concentraron en la Alianza por Chile, sí hubo puntos de discordancia, como en la despenalización del aborto inducido, y en el uso de fuentes energéticas, cuyo caso emblemático fue el proyecto Hidroaysén. Un sondeo posterior al debate, realizado por El Mercurio, dio por ganador de éste a Frei con un 49 % de las preferencias, frente al 23,9 % de Gómez.
Los primeros días de abril se realizaron los cierres de las campañas. José Antonio Gómez finalizó su recorrido para la primera fecha de las primarias en la medialuna de la ciudad de Santa Cruz, Región de O'Higgins, acompañado del grupo musical Los Hermanos Campos. Eduardo Frei, en tanto, realizó el 2 de abril un acto en Talca con la participación de Inti-Illimani, mientras que al día siguiente cerró su campaña en un gimnasio de Rancagua, junto con los presidentes del PS y el PDC.

## Encuestas
A fines de 2008, los sondeos de opinión daban ventaja a Ricardo Lagos Escobar, sobre Eduardo Frei Ruiz-Tagle (PDC). Sin embargo, el 5 de diciembre Lagos declinó participar en primarias, dándole su respaldo a José Miguel Insulza, con lo que el secretario general de la Organización de los Estados Americanos (OEA) creció en las encuestas, subiendo al primer lugar. Pese a su ventaja, Insulza renunciaría a su precandidatura a inicios de enero de 2009, abriéndose la posibilidad al radical José Antonio Gómez de ser representante del "ala progresista" de la Concertación. Desde ese entonces, Frei, apoyado por los tres partidos mayoritarios de la Concertación, lideró las encuestas, superando por más del 20 % a su contendor. La última encuesta previa a las primarias, realizada el 1 de abril de 2009 en la Región del Maule, dio una estrecha ventaja (de un 6 %) a Frei por sobre Gómez, que implicaba continuar con el proceso en otras regiones de Chile.
| Encuesta                  | Publicación | Candidato demócrata cristiano | Candidato demócrata cristiano | Candidato progresista-A | Candidato progresista-A     | Candidato progresista-B     | Candidato progresista-B | NS/NC/Ninguno |
| ------------------------- | ----------- | ----------------------------- | ----------------------------- | ----------------------- | --------------------------- | --------------------------- | ----------------------- | ------------- |
| La Segunda-UDD            | 10-oct-2008 | Eduardo Frei Ruiz-Tagle       | 45,0 %                        | 44,0 %                  | José Miguel Insulza (PS)    | -                           | -                       | 11,0 %        |
| La Segunda-UDD            | 10-oct-2008 | Soledad Alvear Valenzuela     | 38,0 %                        | 49,0 %                  | José Miguel Insulza (PS)    | -                           | -                       | 13,0 %        |
| Ipsos                     | 17-dic-2008 | Eduardo Frei Ruiz-Tagle       | 20,5 %                        | 44,6 %                  | Ricardo Lagos Escobar (PPD) | José Miguel Insulza (PS)    | 22,3 %                  | 0,5 %         |
| El Mercurio-Opina         | 21-dic-2008 | Eduardo Frei Ruiz-Tagle       | 37,3 %                        | 44,9 %                  | José Miguel Insulza (PS)    | -                           | -                       | 17,8 %        |
| CEP                       | 6-ene-2009  | Eduardo Frei Ruiz-Tagle       | 37,0 %                        | 28,0 %                  | José Miguel Insulza (PS)    | -                           | -                       | 35,0 %        |
| CEP                       | 6-ene-2009  | Eduardo Frei Ruiz-Tagle       | 31,0 %                        | 35,0 %                  | Ricardo Lagos Escobar (PPD) | -                           | -                       | 34,0 %        |
| Imaginacción              | 8-ene-2009  | Eduardo Frei Ruiz-Tagle       | 31,1 %                        | 45,0 %                  | José Miguel Insulza (PS)    | José Antonio Gómez (PR)     | 8,8 %                   | 15,1 %        |
| Imaginacción              | 6-feb-2009  | Eduardo Frei Ruiz-Tagle       | 44,5 %                        | 8,4 %                   | Ricardo Lagos Escobar (PPD) | José Antonio Gómez (PR)     | 4,4 %                   | 28,2 %        |
| Imaginacción              | 4-mar-2009  | Eduardo Frei Ruiz-Tagle       | 54,9 %                        | 17,2 %                  | José Antonio Gómez (PR)     | Marco Enríquez-Ominami (PS) | 14,3 %                  | 13,7 %        |
| El Mercurio-Opina         | 28-mar-2009 | Eduardo Frei Ruiz-Tagle       | 60,7 %                        | 27,9 %                  | José Antonio Gómez (PR)     | -                           | -                       | -             |
| El Mercurio (debate)      | 31-mar-2009 | Eduardo Frei Ruiz-Tagle       | 49,0 %                        | 23,9 %                  | José Antonio Gómez (PR)     | -                           | -                       | 27,1 %        |
| Contextus (Sólo en Maule) | 1-abr-2009  | Eduardo Frei Ruiz-Tagle       | 53,0 %                        | 47,0 %                  | José Antonio Gómez (PR)     | -                           | -                       | -             |

## Elección

Regiones de O'Higgins (en rojo) y del Maule (granate), en las que se realizó la primera fecha de las primarias, el 5 de abril de 2009.

El domingo 5 de abril de 2009 se realizó la primera elección primaria en las Regiones del Maule y O'Higgins, con 357 y 291 mesas habilitadas, respectivamente. La constitución de las mesas comenzó lentamente a eso de las 9 de la mañana, estando el total de ellas en funcionamiento a las 14:00 horas. Ambos candidatos recorrieron durante la jornada varias comunas desde Talca hasta Rancagua, ciudad en donde la organización de las elecciones primarias tenía su centro de cómputos, en el Club Ansco. 
Los primeros resultados reflejaban que Frei lograba ganar por un estrecho margen en las ciudades principales, que no le alcanzaba para proclamarse candidato de la Concertación de forma inmediata, siendo necesaria una segunda etapa de las primarias, programada para el 19 de abril. Sin embargo, hacia las 20:00 horas, varios personeros de la coalición afirmaban que Frei ganaba por más del 20 %, gracias al mayor apoyo que había tenido el demócrata cristiano en comunas más pequeñas, con mayor población rural.
A las 21:00 horas, Eduardo Frei Ruiz-Tagle declara a sus adherentes que había ganado con el porcentaje suficiente para terminar con el proceso eleccionario, lo que es confirmado minutos más tarde por el jefe de las primarias, Domingo Namuncura (PPD), que realizó un nuevo cómputo, donde Frei obtiuvo un 64,06 % de las preferencias, mientras que José Antonio Gómez alcanzó el 34,94 %, siendo el primero proclamado candidato presidencial único de la Concertación. El cómputo definitivo indicaría que hubo un total de 62.382 votantes, 40.140 de los cuales votaron por Frei (64,9 %), mientras que 21.703 lo hicieron por Gómez (35,1 %).

### Resultados
Los resultados en la primera y única fecha, el 5 de abril de 2009, fueron:
|  | 62,97 % |

|  | 66,32 % |

|  | 37,03 % |

|  | 33,68 % |

Eduardo Frei Ruiz-Tagle superó un 29,8 % de los votos a José Antonio Gómez, por lo que cumplió con la ventaja mayor al 20 % estipulada para proclamarse candidato a la Presidencia de Chile por la Concertación.

## Reacciones
Desde que José Antonio Gómez anunció su precandidatura a la Presidencia de Chile, debió sortear las presiones de algunos dirigentes de los tres partidos mayoritarios de la Concertación (DC, PPD, PS) que buscaban que se retirase antes de la primaria, como lo hiciera voluntariamente Soledad Alvear en el proceso homólogo de 2005. Uno de ellos fue el timonel del Partido Socialista, Camilo Escalona, quien durante la proclamación de Frei el 5 de abril de 2009 en Rancagua, increpó e insultó a Gómez, acusándolo de querer dividir al oficialismo con su candidatura. El altercado fue difundido por todos los medios de prensa, y generó numerosas críticas a Escalona, quien debió pedir disculpas por lo sucedido.
| Primarias de la Concertación | Primarias de la Concertación | Primarias de la Concertación | Primarias de la Concertación |
| Año                          | O'Higgins                    | Maule                        | Total                        |
| ---------------------------- | ---------------------------- | ---------------------------- | ---------------------------- |
| 1999                         | 78 782                       | 92 833                       | 171 615                      |
| 2009                         | 26 275                       | 36 107                       | 62 382                       |

El proceso fue ampliamente criticado por los partidos que no pertenecen a la Concertación, siendo calificado incluso como un "fracaso". La mayoría de las críticas apuntaban al hecho que tras cerrarse la elección tras la primera fecha, el resto de las regiones quedó imposibilitada de dar su opinión, contrario a lo que sucedió en las dos primarias anteriores (1993 y 1999), en las cuales la votación era simultánea en todo el país. Ello se suma a la baja participación que hubo en contraste a las primarias anteriores; en la elección primaria de 2009 votó (en las regiones del Maule y O'Higgins) el 36,34 % de quienes participaron en el mismo proceso del año 1999 (donde se enfrentaron Ricardo Lagos y Andrés Zaldívar), lo que reflejaría un desgaste de la Concertación, y en general, de todo el espectro político.

### Candidatura de Enríquez-Ominami
El diputado socialista Marco Enríquez-Ominami inició en enero de 2009 una precandidatura presidencial propia, que no fue respaldada por su partido, ya que éste ya había comprometido su apoyo a Eduardo Frei. Tras haberse cerrado las inscripciones a las primarias de la Concertación el 26 de enero sin haber sido incluido como precandidato, Enríquez-Ominami confirmó mediante un vídeo en la página web YouTube que postularía a la Presidencia de Chile como independiente.
En los meses siguientes, la candidatura de Enríquez-Ominami creció considerablemente en las encuestas, y sumó apoyo de diversos sectores. En ese contexto, el diputado planteó la idea de realizar una nueva primaria —a la que llamó «refundacional»— que lo enfrentara a él con Frei, sin embargo ello fue descartado por el demócrata cristiano. Según una encuesta de la Universidad del Desarrollo y el diario La Segunda, publicada el 15 de mayo, un 48 % de los votantes concertacionistas apoyaba la idea de una nueva primaria, y de haberse realizado, en ella hubiese ganado Enríquez-Ominami. Tras haber sido negada su propuesta de nuevas elecciones primarias, Marco Enríquez-Ominami renunció al Partido Socialista el 11 de junio.